# Otus mindorensis
Otus mindorensis — вид птиц рода совок семейства совиных. Подвидов не выделяют. Эндемик филиппинского острова Миндоро.

## Описание
Представители данного вида имеют длину от 18 до 19 см. Верх коричневый. Низ преимущественно тускло-желтоватый с тонкими белыми полосами. Лоб светло-коричневый или беловатый, глаза ярко-желтые. Клюв зеленовато-желтый. Восковица грязно-телесного цвета. Ноги беловато-телесные. Они покрыты оперением лишь наполовину. Когти серые.

## Образ жизни
Населяет на в леса на высоте более 870 метров над уровнем моря. Рацион неизвестен.